# Шевченко В'ячеслав Тарасович
В'ячеслав Тарасович Шевченко (нар. 30 травня 1985, Скадовськ, Херсонська область, УРСР) — український футболіст, нападник.

## Життєпис
Народився 30 травня 1985 року в місті Скадовськ. Футболом розпочав займатився в місцевому СК «Інгвар». У ДЮФЛУ виступав за УФК (Львів) та «Борисфен». Паралельно з виступами у ДЮФЛУ у сезонах 1999/00 та 2000/01 років виступав в аматорському клубі «Сокіл» (Львів), а в 2001 році за інший аматорський колектив — «Динамо» (с. Чапаївка).
Розпочав професіональну кар'єру футболіста в «Борисфені», але так і не зміг закріпитися в основному складі. У 2003 році провів 1 матч у чемпіонаті Росії за «Торпедо-Металург», куди його запросив знаменитий Валентин Іванов. У 2006 році перейшов у «Сталь» з Дніпродзержинська, але й там не зміг закріпитися в основному складі. У 2007 році перейшов в «Іллічівець», в складі якого 25 травня 2007 року дебютував у Вищій лізі, вийшовши на заміну на 70-й хвилині у грі проти донецького «Металурга». Той матч так і залишився єдиним у складі «Іллічівця», а вже 18 березня 2008 року дебютував у складі «Фенікс-Іллічіовця» і забив у тому поєдинку м'яч своїй колишній команді. Наступний сезон В'ячеслав Шевченко розпочав в алчевській «Сталі», в складі якої дебютував 20 липня 2008 року.
У січні 2011 року прибув на перегляд у луганську «Зорю», але в підсумку за 120 тисяч доларів перейшов в «Олександрію». У складі команди дебютував 20 березня 2011 року в матчі проти харківського «Геліоса», в якому відзначився голом. 16 липня 2011 вийшовши на заміну на 57 хвилині зіграв перший матч за «Олександрію» в Прем'єр-лізі України. 2 травня 2012 року забив перший м'яч за «Олександрію» у Вищій лізі, проте команда там не затрималася й повернулася в Першу лігу. 21 липня 2012 роки оформив хет-трик у ворота «Нафтовик-Укрнафти» з Охтирки.
У 2013 році проходив перегляд в ужгородській «Говерлі» і в азербайджанських клубах, але в підсумку повернувся в «Олександрію», за яку зіграв 5 матчів і відзначився 2 голами. Після закінчення першого кола перейшов у чемпіонат Узбекистану. Наприкінці січня 2014 року побував на перегляді в білоруському клубі «Торпедо-БелАЗ», проте команді не підійшов і через декілька днів підписав контракт з «Локомотивом» з Ташкента. У лютому 2014 дебютував у складі ташкентського «Локомотива» в Азійській Лізі чемпіонів.
У липні 2014 року, за обопільною згодою з керівництвом клубу залишив склад «залізничників», а у вересні того ж року підписав контракт на один рік з правом пролонгації ще на один сезон, з одним з лідерів мальтійського футболу «Біркіркарою», але зігравши лише 4 матчі пішов з клубу.
У 2015 році повернувся в чемпіонат Узбекистану, підписавши контракт з клубом «Кизилкум», в якому відіграв 2 сезони. Після цього перейшов у клуб «Огре» з першої ліги чемпіонату Латвії.

## Досягнення
- Прем'єр-ліга Мальти
  -  Бронзовий призер (1): 2014/15

- Перша ліга чемпіонату України
  -  Чемпіон (1): 2010/11
  -  Бронзовий призер (1): 2009/10, 2012/13

- Суперкубок Узбекистану
  -  Фіналіст (1): 2014.